# Kevin Conroy
Pour les articles homonymes, voir Conroy (homonymie).
Kevin Conroy, né le 30 novembre 1955 et mort le 10 novembre 2022, est un acteur de théâtre et de télévision américain.
Formé à la Juilliard School, Kevin Conroy commence sa carrière au théâtre tout en apparaissant dans plusieurs séries télévisées et téléfilms. La consécration arrive en 1992, année où il prête pour la première fois sa voix au personnage de DC Comics Bruce Wayne / Batman, dans la série d'animation Batman: The Animated Series (1992-1995). Énorme succès, la série lance tout un univers appelé le DC Animated Universe avec Conroy qui reprend le rôle jusqu'en 2006 et la conclusion de la série d'animation Justice League (2001-2006). Par la suite, Conroy reprend le personnage dans plusieurs de ses apparitions, dont plusieurs films d'animation ainsi que les franchises vidéoludiques Batman: Arkham (2009-2015 et 2024) et Injustice (2013-2017). Diffusé en 2019, l'épisode Crisis on Infinite Earths du Arrowverse, lui permet d'incarner physiquement le personnage. Il est l'acteur ayant interprété le plus de fois le personnage, ayant tenu le rôle dans près d'une soixantaine de projets étalés sur plus d'une trentaine d'années.
En 2022, il scénarise l'histoire Finding Batman présente dans le comics anthologique DC Pride 2022 (en) et qui relate l'homophobie qu'il a subi durant sa jeunesse.
Kevin Conroy meurt le 10 novembre 2022 des suites d'un cancer de l'intestin à l'âge de 66 ans.

## Biographie

### Jeunesse
Kevin Conroy est né le 30 novembre 1955 à Westbury dans l'État de New York,. Cadet de ses trois frères et sœurs, il grandit au sein d'une famille catholique irlandaise avec laquelle il vit à Westport dans le Connecticut à partir de ses onze ans[réf. nécessaire],. À 17 ans, il obtient une bourse lui permettant d'entrer à la Juilliard School située à New York. Il étudie avec l'acteur John Houseman[réf. nécessaire] et partage sa chambre avec Robin Williams,. En 1978, après avoir été diplômé de Juilliard, il fait une tournée avec le groupe d'acteur de Houseman[réf. nécessaire].

### Débuts d'acteur
En 1980, il décida de jouer à la télévision, et déménagea en Californie[réf. nécessaire]. Il tient un rôle dans la série quotidienne Another World. Il s'associe avec le Old Globe Theatre à San Diego, où il participa à Hamlet et à A Midsummer Night's Dream[réf. nécessaire]. De 1980 à 1985, il joue dans un grand nombre de pièces de théâtre contemporaines et classiques.
Il débute à Broadway en 1981, jouant alors dans la pièce Lolita (en).
En 1984, il incarna rôle-titre dans Hamlet. De 1984 à 1985, il tient le rôle de Chase Kendall dans le soap opera C'est déjà demain, puis, de 1985 à 1986, celui de Bart Fallmont quelques épisodes de la série Dynastie[réf. nécessaire]. Il tient également un rôle dans le téléfilm horrifique Covenant (en) en 1985.
Il a failli décrocher le rôle de Joe Hackett dans la série Wings, mais Timothy Daly, qui deviendra plus tard l'interprète de Superman dans la série d'animation de 1996, lui est préféré[réf. nécessaire].
Il joue le rôle du capitaine Wallace dans la série L'enfer du devoir (Tour of Duty, 1987-1988)[réf. nécessaire].
En 1989, il joue à Broadway le rôle d'un producteur de télévision atteint secrètement du SIDA dans la pièce Eastern Standard (en).

### Batman

#### L'époque du DC Animated Universe
Comme comédien, Kevin Conroy est très connu pour son rôle du justicier masqué Bruce Wayne / Batman qu'il interprète pour la première fois dans la série d'animation Batman: The Animated Series (1992-1995). Décrivant Batman comme étant la vraie identité du personnage et Bruce Wayne son armure, tout en comparant son histoire à du Hamlet, il prend 2 voix différentes pour les interpréter.
Énorme succès, l'univers de la série se voit développé dans une multitude de projets, lançant ainsi l'univers partagé appelé DC Animated Universe qui se clôturera en 2006. Conroy reprend le personnage dans les différentes séries appartenant à la même continuité : The New Batman Adventures (1997-1999), Batman Beyond (1999-2001)  et Justice League (2001-2006). Il tient aussi le rôle dans les films Batman: Mask of the Phantasm (1993), Batman et Mr Freeze : Subzero (1998), Batman Beyond : Return of the Joker (2000) et Batman: Mystery Of The Batwoman (2003). Il lui prête également sa voix pour les apparitions de Batman dans les séries Superman: The Animated Series (1997-1999), The Zeta Project (2001), Static Shock (2002-2004). Il a de plus prêté sa voix à Batman dans les jeux vidéo The Adventures of Batman and Robin (1994), Batman Vengeance (2001) et Batman: Rise of Sin Tzu (2003).
Conroy est aussi connu pour être le premier à suggérer l'idée d'utiliser deux voix différentes pour Bruce Wayne et Batman,.

#### Multiplication des projets
Conroy a également prêté sa voix à Batman, comme ses collaborateurs Mark Hamill, interprétant le Joker, et Jason Hillhouse, interprétant Dick Grayson, dans un dessin animé basé sur le storyboard relatant l'origine de Robin dans l'édition spéciale de 2005 du film de Tim Burton Batman, qui n'avait pas été filmée à cause du sentiment du réalisateur du caractère « hors-sujet » de la scène par rapport au reste du film.
En 2008, Conroy reprend le rôle de Batman pour le film animé Batman: Gotham Knight, qui prend place entre Batman Begins et The Dark Knight du réalisateur Christopher Nolan.

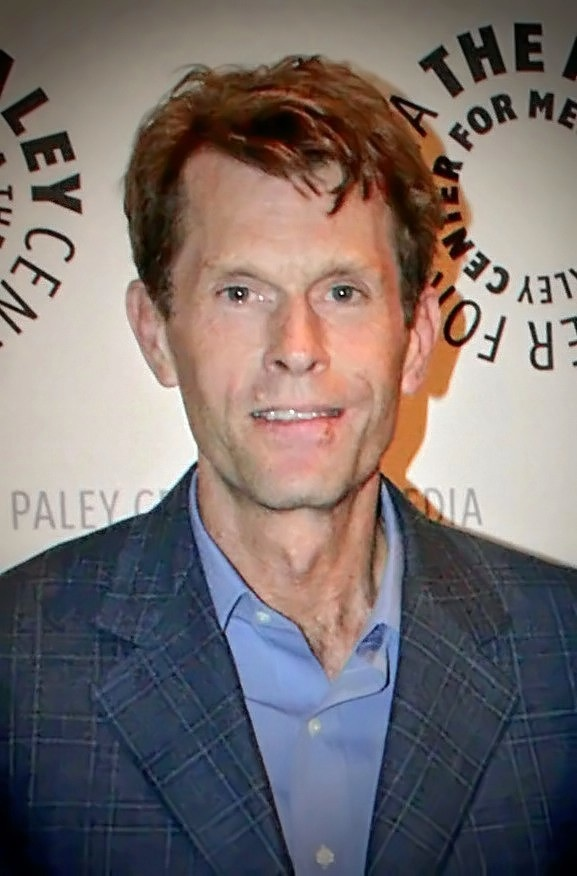
Kevin Conroy en 2010.

Rocksteady fait appel à lui en 2009 pour reprendre le personnage dans le jeu vidéo Batman: Arkham Asylum. Le jeu entre dans le Livre Guinness des records avec la distinction de « jeu de super-héros le mieux noté de tous les temps par la presse spécialisée » et devient le premier volet d'une franchise. La même année, il retrouve également le personnage dans l'animation, étant sa voix dans le film Superman/Batman: Public Enemies, d'après le comics Superman/Batman. Il retrouve le personnage dans la suite Superman/Batman: Apocalypse sorti en 2010.
En 2011, il prête sa voix à Batman dans le jeu Batman: Arkham City ainsi que dans le MMO DC Universe Online,.
Il prête sa voix à Batman dans le film d'animation Justice League: Doom sorti en 2012.
Il annonce à la Dallas Comic Con de 2013 faire partie de l'aventure sur le « prochain Arkham », ce qui a été interprété à l'époque comme marquant son retour pour le jeu vidéo préquelle Batman: Arkham Origins, confié à un autre studio, Warner Bros Montréal, mais Roger Craig Smith, un acteur au timbre de voix plus jeune lui a été préféré pour cet opus se déroulant dans la jeunesse de Batman. Malgré tout, il incarne le personnage dans une autre franchise : le jeu de combat Injustice: Gods Among Us qui voit s'affronter plusieurs personnages de DC Comics, ainsi que dans le film d'animation Justice League: The Flashpoint Paradox,.

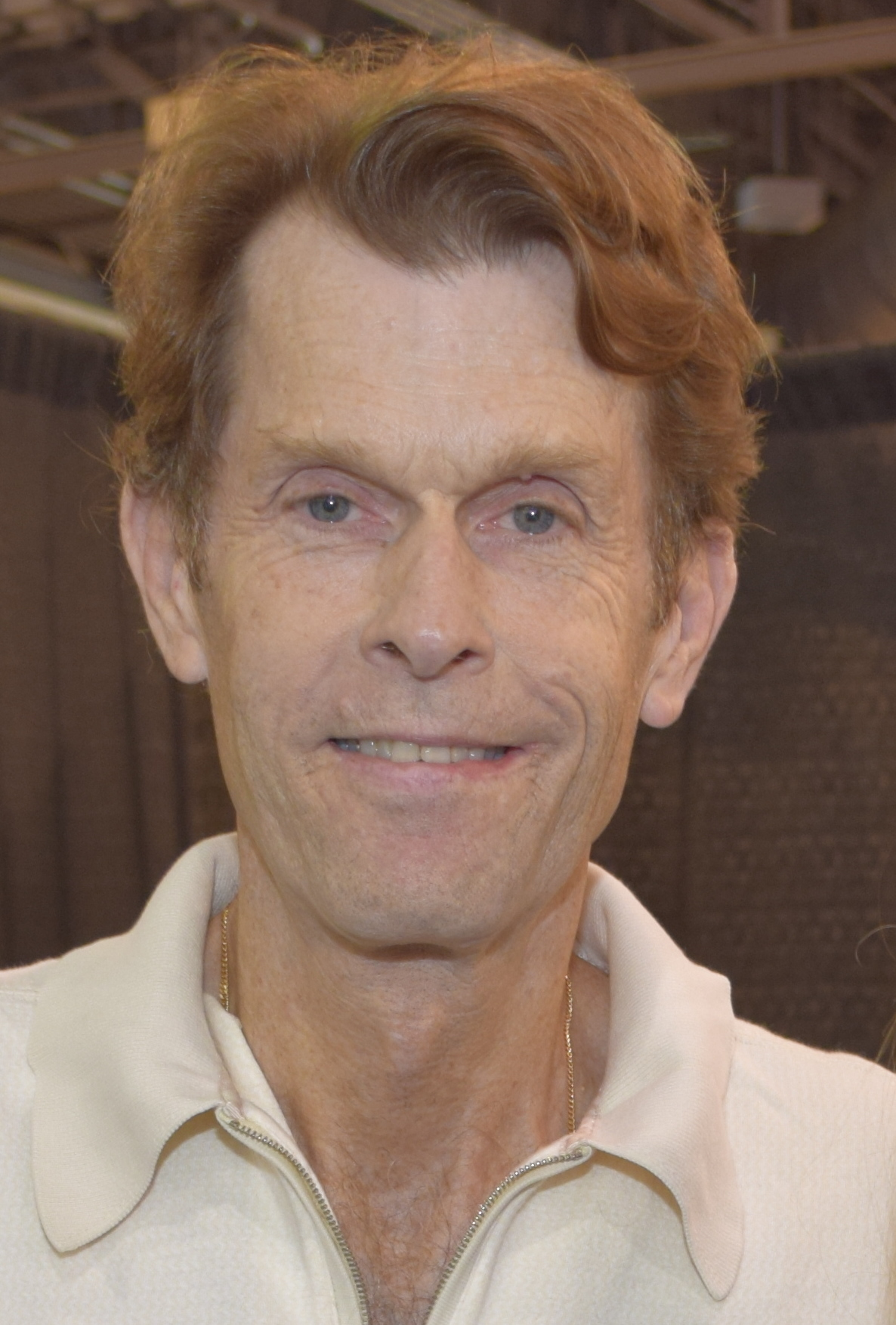
Kevin Conroy en 2015.

Il retrouve l'univers Batman Arkham  dans un premier temps en 2014 avec le film d'animation Batman: Assault on Arkham puis dans Batman: Arkham Knight, de nouveau développé par Rocksteady et censé conclure la franchise,.
En 2016, il prête sa voix à Batman dans le film Batman: The Killing Joke, adaptation du roman graphique du même nom publié en 1988, écrit par Alan Moore et dessiné par Brian Bolland. La même année et jusqu'en 2018, il retrouve le personnage dans la série Justice League Action
En 2017 et 2019, il reprend le personnage dans deux films DC Universe Animated Original Movies faisant échos au DC Animated Universe : Batman and Harley Quinn et Justice League vs. the Fatal Five,. Le premier lui permet de reformer avec Loren Lester (en) le duo Batman et Robin de la série de 1992.
Quatre ans après le précédent volet, il reprend le personnage dans Injustice 2. En 2018, il prête sa voix à Batman dans le jeu Lego DC Super-Vilains ainsi que dans Real Orangins, le neuvième épisode de la cinquième saison de la série Teen Titans Go!,.
En 2019, il incarne pour la première fois face caméra Batman, plus exactement Bruce Wayne âgé, à l'occasion du crossover Crisis of Infinity Earth des séries de l'Arrowverse.
En décembre 2021, il est annoncé reprendre le rôle de Batman dans un podcast narratif faisant suite à la série Batman de 1992. Il reprend le rôle de Batman dans le jeu de combat MultiVersus qui sort courant en 2022 et qui met en scène plusieurs personnages des licences Warner Bros..
Durant la cérémonie des The Game Awards 2022 du 8 décembre 2022, il est annoncé à la distribution du jeu Suicide Squad: Kill the Justice League, nouveau volet du Arkhamverse dont la sortie est prévue pour le 26 mai 2023. Le jeu sort le 2 février 2024.
Le 30 janvier 2024 le site IGN annonce que la voix de l'acteur sera audible dans deux projets à venir. Le premier est le film d'animation Justice League: Crisis on Infinite Earths – Part three, conclusion du Tomorrowverse sorti en juillet 2024 qui le voit reprendre le rôle du Batman de la série de 1992. Le second est la série d'animation Batman: Caped Crusader de Bruce Timm qui sera diffusée sur Prime Video. Son rôle dans la série n'est pas encore confirmé au moment de la sortie de l'article. Au lendemain de l'annonce, Bruce Timm déclare que l'acteur n'a pas participé au projet .
Dans tous les enregistrements faits au titre des épisodes, des films et des apparitions de Batman, Conroy est l'acteur qui a incarné le superhéros pendant le plus de temps.

### Autres apparitions

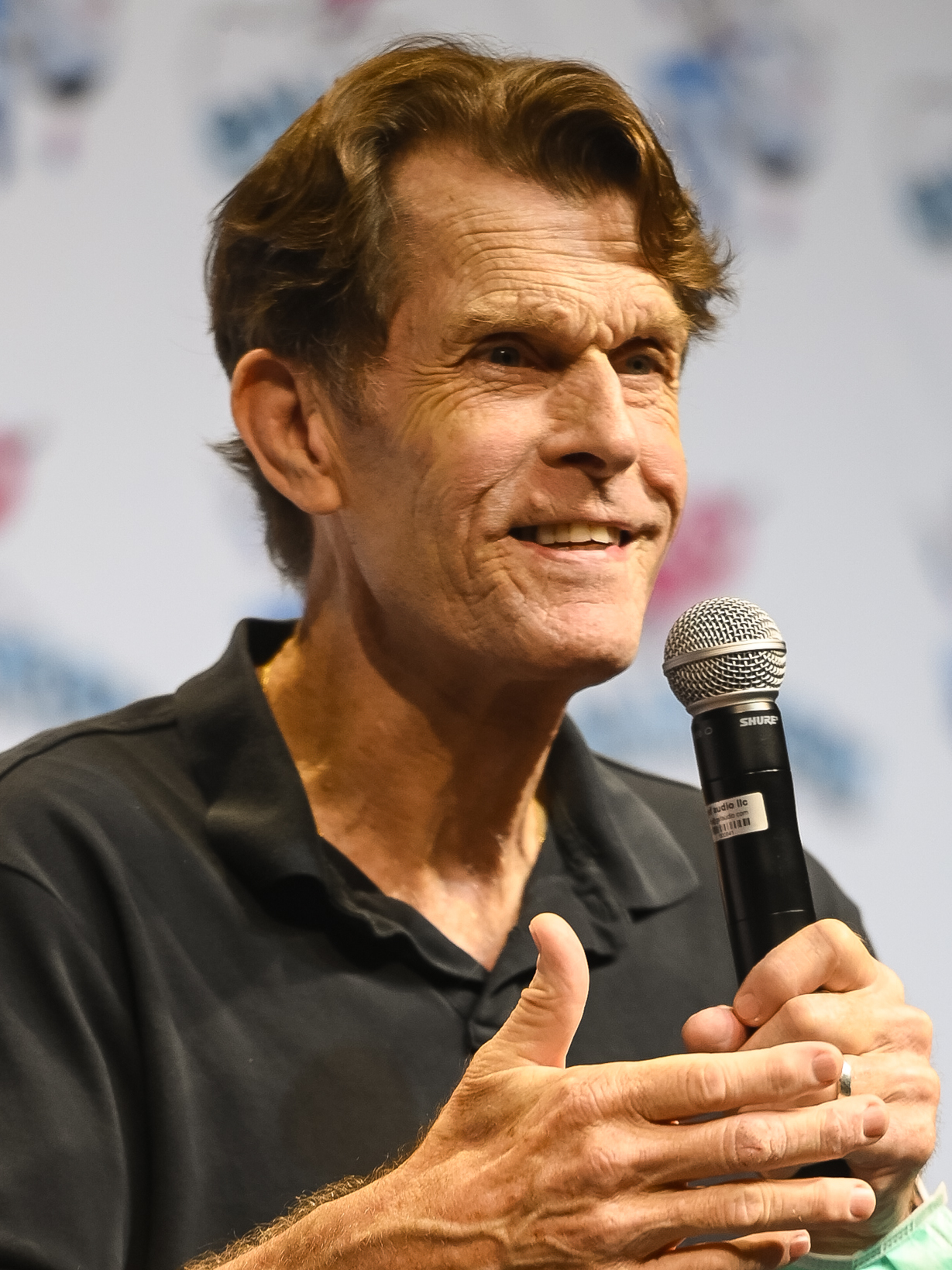
Kevin Conroy en 2021.

De 1999 à 2003, Kevin Conroy tient divers rôles dans quelques jeux vidéo. Il est ainsi la voix de Drake, le protagoniste du jeu Crusaders of Might and Magic (1999) de The 3DO Company, le pécheur dans Jak and Daxter: The Precursor Legacy (2000) de Naughty Dog, Lord Jack dans Max Payne 2: The Fall of Max Payne (2003) de Remedy Entertainment et Lord Palasa dans Lords of EverQuest (2003) de Rapid Eye Entertainment.
S'il laisse sa place à Rino Romano dans la série The Batman (2004-2008), il ne reste pas moins affilié au personnage, puisqu'il donne voix à John Grayson dans le premier épisode de la quatrième saison titré A Matter of Family et diffusé en 2006. En 2010, il participe à la série Batman: The Brave and the Bold (2008-2011) en prêtant sa voix à Batman of Zur-En-Arrh (en) dans le neuvième épisode de la deuxième saison titré The Super-Batman of Planet X!, ainsi qu'au Phantom Stranger dans le onzième épisode de la deuxième saison titré Chill of the Night!.
Dans un épisode diffusé en 2009, puis un autre diffusé en 2013, il prête sa voix au Captain Sunshine dans la série d'animation The Venture Bros., ce dernier étant une parodie de Batman.
Après avoir collaboré ensemble en 2013 dans le film d'animation Jay & Silent Bob's Super Groovy Cartoon Movie! (en), puis en 2016 dans le film Yoga Hosers, Kevin Smith fait de nouveau appel à Conroy en 2021 pour jouer cette fois-ci dans la série d'animation Masters of the Universe: Revelation diffusée sur Netflix et dans laquelle il prête sa voix à Mer-Man,. Il reste proche de la franchise, puisque l'année d'après il prête sa voix à Hordak (en) dans un épisode de la troisième saison de la série He-Man and the Masters of the Universe (en).

### Finding Batman
Pour célébrer le mois des fiertés LGBTQ en juin 2022, DC Comics annonce en avril 2022 que Kevin Conroy va écrire une histoire intitulée Finding Batman qui sera publiée dans l'anthologie DC Pride 2022 (en) avec J. Bone et Aditya Bidikar à l'illustration. Dans cette histoire courte autobiographique, Kevin Conroy relate l'homophobie qu'il a subi lorsqu'il était jeune acteur ainsi que la perte de plusieurs de ses amis dans les années 1980 à cause du sida,. Il fait également un comparatif entre sa vie et Batman, disant qu'au moment où on lui a proposé le rôle, il a su se rapporter au personnage, chacun ayant connu un traumatisme parental et doit gérer une double vie,. En juillet 2023, cette histoire reçoit le prix Eisner de la meilleure histoire courte.

### Mort
Il meurt le 10 novembre 2022 des suites d'un cancer de l'intestin. Au moment de sa mort, il était marié à Vaughn C. Williams,.

## Filmographie

### Cinéma

#### Film
- 2016 : Yoga Hosers de Kevin Smith : Canadian Bat, man!

#### Films d'animation
- 1993 : Batman contre le fantôme masqué (Batman: Mask of the Phantasm): Bruce Wayne / Batman
- 1998 : Batman et Mr. Freeze : Subzero (Batman and Mr Freeze: SubZero) : Bruce Wayne / Batman
- 2000 : Batman, la relève : Le Retour du Joker (Batman Beyond: Return of the Joker) : Bruce Wayne / Batman
- 2003 : Batman : La Mystérieuse Batwoman (Batman: Mystery Of The Batwoman) : Bruce Wayne / Batman
- 2008 : Batman : Contes de Gotham (Batman: Gotham Knight) : Bruce Wayne / Batman (série de courts métrages)
- 2009 : Superman/Batman : Ennemis publics (Superman/Batman: Public Enemies) : Bruce Wayne / Batman
- 2010 : Superman/Batman : Apocalypse : Bruce Wayne / Batman
- 2012 : La Ligue des Justiciers : Échec (Justice League: Doom) : Bruce Wayne / Batman
- 2013 :  Le Paradoxe Flashpoint (Justice League: The Flashpoint Paradox) : Bruce Wayne / Batman
- 2013 : Jay & Silent Bob's Super Groovy Cartoon Movie! (en) de Kevin Smith : le maire de Red Bank
- 2014 : Batman : Assaut sur Arkham (Batman: Assault on Arkham) : Bruce Wayne / Batman
- 2016 : Batman: The Killing Joke : Bruce Wayne / Batman
- 2017 : Batman et Harley Quinn (Batman and Harley Quinn) : Bruce Wayne / Batman
- 2019 : Justice League vs. the Fatal Five : Bruce Wayne / Batman
- 2024 : Justice League: Crisis on Infinite Earths – Part three : Bruce Wayne / Batman de la série Batman de 1992

### Télévision

#### Téléfilms
- 1985 : The Covenant (en) : Stephen
- 1988 : Killer Instinct (en) : Dr Steven Nelson
- 1990 : Le visage du tueur (en) (The Face of Fear) : Frank Dwight Bollinger
- 1994 : Island City (en) : Tom Valdoon

#### Séries télévisées
- 1983 : Kennedy (en) : Ted Kennedy
- 1985-1986 : Dynastie : Bart Fallmont
- 1995 : The Office (en) : Steve Gilman
- 2019 : Batwoman : Bruce Wayne (saison 1, épisode 9 - crossover Crisis on Infinite Earths)

#### Séries d'animation
- 1992-1995 : Batman (Batman: The Animated Series) : Bruce Wayne / Batman (85 épisodes)
- 1997-1999 : Batman, les nouvelles aventures (The New Batman Adventures) : Bruce Wayne / Batman (24 épisodes)
- 1997-1999 : Superman, l'Ange de Metropolis (Superman: The Animated Series) : Bruce Wayne / Batman (5 épisodes)
- 1999-2001 : Batman, la relève (Batman Beyond) : Bruce Wayne (48 épisodes)
- 2001 : Le Projet Zeta (The Zeta Project) : Bruce Wayne / Batman (saison 1, épisode 8)
- 2001-2006 : La Ligue des justiciers (Justice League) : Bruce Wayne / Batman (55 épisodes)
- 2002-2004 : Static Choc (Static Shock) : Bruce Wayne / Batman (5 épisodes)
- 2006 : The Batman : John Grayson (saison 4, épisode 1)
- 2008 : Ben 10: Alien Force : Bellicus (saison 1, épisode 13)
- 2010 : Batman: The Brave and the Bold : Batman of Zur-En-Arrh (en) (saison 2, épisode 9) et Phantom Stranger (saison 2, épisode 11)
- 2013-2014 : DC Nation Shorts (en) : Bruce Wayne / Batman, Police Scanner et Zeus
- 2015 : Turbo FAST : Stinger  (saison 2, épisode 4)
- 2016-2018 : Justice League Action : Bruce Wayne / Batman (42 épisodes)
- 2018 : Teen Titans Go! : Bruce Wayne / Batman (saison 5 épisode 9)
- 2019 : Scooby-Doo et compagnie (Scooby-Doo and Guess Who?) : Bruce Wayne (saison 1, épisode 13)
- 2019 : Les Aventures de la tour Wayne (Welcome to the Wayne) : Prismal (9 épisodes)
- 2021 : Les Maîtres de l'univers : Révélation (Masters of the Universe: Revelation) : Mer-Man (saison 1, épisode 3)
- 2022 : He-Man and the Masters of the Universe (en) : Hordak (en) (saison 3, épisode 8)

## Ludographie
- 1999 : Crusaders of Might and Magic : Drake
- 2000 : Batman of the Future: Return of the Joker : Bruce Wayne / Batman
- 2001 : Batman Vengeance : Bruce Wayne / Batman
- 2001 : Jak and Daxter: The Precursor Legacy : le Pêcheur
- 2003 : Batman: Rise of Sin Tzu : Bruce Wayne / Batman
- 2003 : Lords of Everquest : Seigneur Palasa
- 2003 : Max Payne 2: The Fall of Max Payne : Jack, le nettoyeur, commando
- 2009 : Batman: Arkham Asylum : Bruce Wayne / Batman
- 2011 : Batman: Arkham City : Bruce Wayne / Batman et Thomas Elliot / Hush
- 2011 : DC Universe Online : Bruce Wayne / Batman
- 2015 : Batman: Arkham Knight : Bruce Wayne / Batman et Thomas Elliot / Hush
- 2015 : Infinite Crisis : Bruce Wayne / Batman
- 2016 : Batman: Arkham VR : Bruce Wayne / Batman
- 2016 : Batman: Arkham Underworld : Bruce Wayne / Batman
- 2017 : Injustice 2 : Bruce Wayne / Batman
- 2018 : Lego DC Super-Vilains : Bruce Wayne / Batman
- 2022 : MultiVersus : Batman
- 2022 : Hard West II : Old Bill
- 2024 : Suicide Squad: Kill the Justice League : Bruce Wayne / Batman

## Comics
- 2022 : DC Pride 2022 (en) (Finding Batman, scénario)